# Thomas Park
Thomas Park (* 17. November 1908 in Danville (Illinois); † 30. März 1992 in Chicago) war ein US-amerikanischer Ökologe und Zoologe.

## Leben
Park wurde 1932 an der University of Chicago bei Warder Clyde Allee promoviert. Als Post-Doktorand war er mit einem Stipendium des National Research Council  an der Johns Hopkins University bei Raymond Pearl, an der er ab 1935 lehrte. 1937 wurde er Professor an der University of Chicago.
Er war ein Pionier der Tier-Ökologie in den USA, wobei er quantitative und experimentelle Methoden einführte. Dazu benutzte er das Studium der Populationsdynamik von Mehlkäfern (der beiden Arten Tribolium confusum, Triboleum castaneum). Er studierte die Auswirkung von Überbevölkerung in gemischten Populationen der beiden Arten und fand, dass eine Art dabei am Ende die Überhand gewann und die andere ausstarb. Überbevölkerung führte zur Abnahme der Geburtenrate der weniger angepassten Art, Erhöhung der Missbildungen, Krankheiten und Todesrate.
1946 führte er den Begriff Populationsökologie in die Literatur ein.
1961 war er Präsident der American Association for the Advancement of Science. 1971 erhielt er die Auszeichnung Eminent Ecologist der Ecological Society of America (ESA), deren Präsident er 1959 war.
1940 bis 1950 war er Herausgeber von Ecology.
Sein Bruder Orlando Park (1901–1969) war auch Ökologe und Professor an der Northwestern University.

## Schriften
- Experimental studies of interspecies competition, Teil 1: competition between populations of flour beetles Trilobium confusum Duval and Trilobium castaneum Herbst, Ecological Monographs, Band 18, 1948, S. 265–307, Teil 2 (Temperature, humidity and competition of two species of Tribolium), Physiological Zoology, Band 27, 1954, S. 177–238
- mit Jerzy Neyman, Elizabeth Scott: Struggle for existence: the Tribolium model, Biological and Statistical Aspects, Proc. 3. Berkeley Symp. Math. Statistics and Probability, University of California Press 1956, Band 4, S. 41–79, Online
- mit W. C. Allee, A. E. Emerson, Orlando Park, K. P. Schmidt: Principles of Animal Ecology, Philadelphia: Saunders 1949, Archive